# Stylatula brasiliensis
Stylatula brasiliensis är en korallart som först beskrevs av Gray 1870.  Stylatula brasiliensis ingår i släktet Stylatula och familjen Virgulariidae. Inga underarter finns listade i Catalogue of Life.